# جيمس دفريوإكس
جيمس دفريوإكس (بالإنجليزية: James Devereux)‏ هو ضابط وسياسي أمريكي، ولد في 20 فبراير 1903 في كوبا، وتوفي في 5 أغسطس 1988 في بالتيمور في الولايات المتحدة بسبب ذات الرئة. حزبياً، نشط في الحزب الجمهوري. وقد انتخب عضو مجلس النواب الأمريكي (3 يناير 1951 – 3 يناير 1959).